# Ludwik Lambert

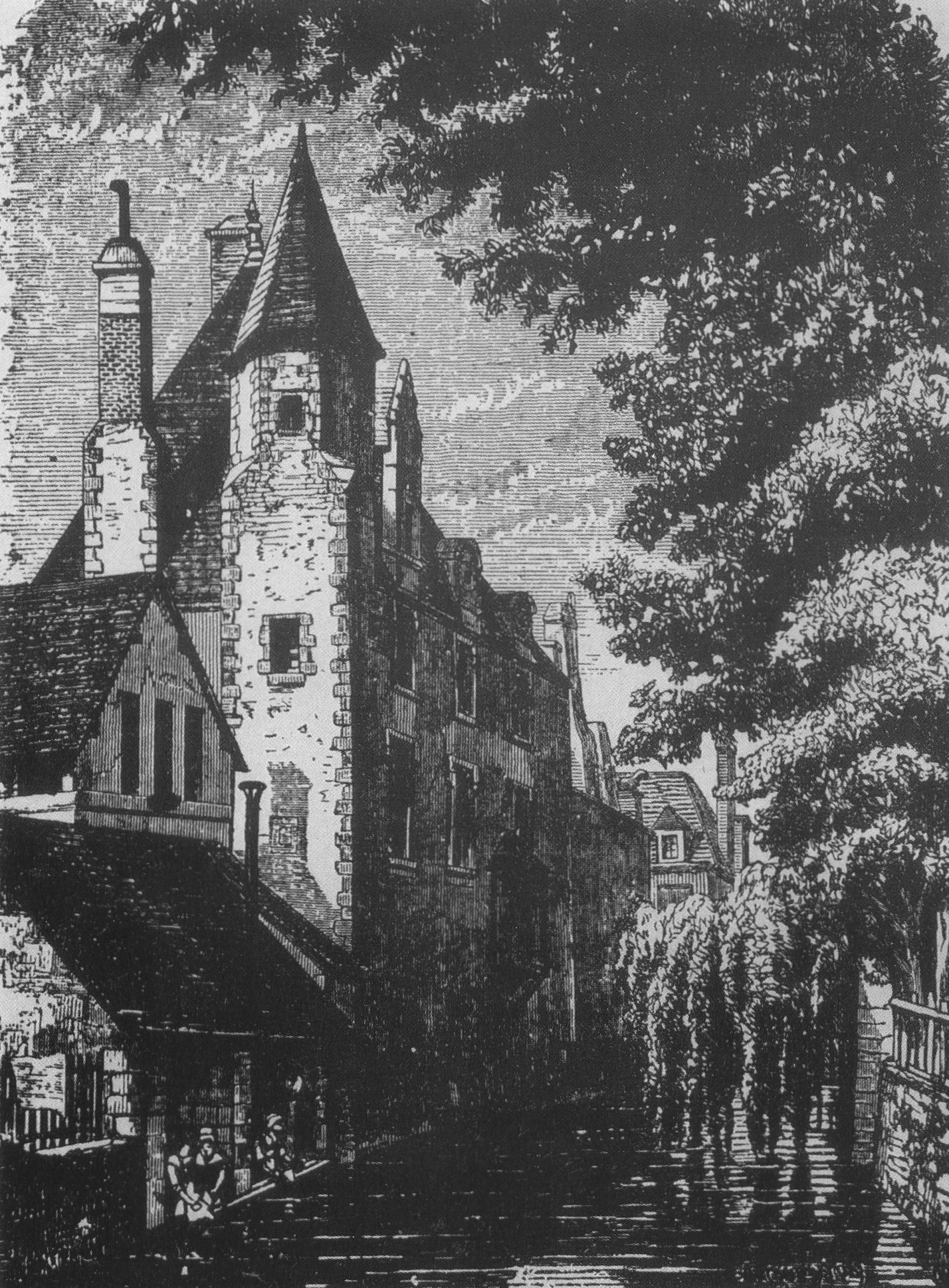
Gmach kolegium oratorianów w Vendôme, w którym uczył się zarówno Balzak, jak i tytułowy bohater jego powieści Ludwik Lambert

Ludwik Lambert (oryg. fr. Louis Lambert) – powieść Honoriusza Balzaka z 1832, przeredagowana w 1833, należąca do Studiów filozoficznych cyklu Komedia ludzka. Należy do grupy utworów mistycznych Balzaka obok powieści Serafita, Jaszczur i Wygnańcy.

## Związki utworu z biografią pisarza
Ludwik Lambert powstał w czasie wakacji 1832 roku w trzech alternatywnych wersjach. Wszystkie one zawierały jednak tę samą fabułę oraz opierały się na szeregu autentycznych zdarzeń z życia pisarza. Podzielił on swoje doświadczenia szkolne (brak przyjaciół, surowość nauczycieli) pomiędzy tytułowego bohatera i postać jego jedynego przyjaciela. Faktem było również powstanie Traktatu o woli, który napisał jako uczeń sam Balzak. Fikcją jest jednak sama jego treść, gdyż koncepcje Swedenborga pisarz poznał o wiele później.

## Treść
Akcja powieści rozgrywa się w kolegium oratoriańskim w Vendôme w czasie Restauracji Burbonów. Tytułowy bohater jest genialnym młodzieńcem, niezrozumianym przez otoczenie i nauczycieli ze względu na nadzwyczajną wrażliwość i fascynację filozofią mistyczną (zwłaszcza Swedenborgiem). Od najmłodszych lat czytał książki, a jego nauka w kolegium została sfinansowana przez zachwyconą nim pisarkę Anne Louise Germaine de Staël. Jego jedynym przyjacielem jest narrator utworu zwany Poetą, figura autobiograficzna. Owocem zainteresowań Ludwika jest Traktat o woli, esej, w którym młody autor zastanawia się nad obecnością w życiu na Ziemi istot nadprzyrodzonych, metafizyką i granicą między geniuszem a szaleństwem. Praca Ludwika zostaje jednak zarekwirowana przez nauczyciela, który uznaje traktat za pozbawiony wartości.
Po ukończeniu nauki osiemnastoletni Ludwik Lambert bez powodzenia stara się żyć samodzielnie w Paryżu, po czym wraca do Blois, gdzie zakochuje się w Paulinie de Villenoix. Nękają go jednak ataki nerwowe i nagłe załamania, w czasie których młodzieniec wątpi w sens życia, a nawet dokonuje aktów autoagresji (m.in. próbuje się wykastrować). Lekarze nie widzą szans poprawy jego stanu. Ludwikowi usiłuje pomóc szczerze kochająca go Paulina, zabierając go do rodzinnej posiadłości, jednak choroba młodego człowieka pogłębia się. Kiedy odwiedza go przyjaciel ze szkoły, Ludwik praktycznie nie ma już kontaktu z otoczeniem. Wreszcie umiera, mając 28 lat.

## Cechy utworu
Ludwik Lambert miał spełniać podwójną rolę: przedstawiać idee metafizyczne, którymi był zafascynowany autor, wykładać jego refleksje związane ze sztuką i osobą artysty, jak również opisywać w sposób realistyczny funkcjonowanie tradycyjnej francuskiej szkoły z internatem. Typowy dla Balzaka drobiazgowy opis miejsc akcji i bohaterów pojawia się zatem we fragmentach dotyczących kolegium, zasad panujących w szkole i obyczajów nauczycieli. Realizm ten znika, kiedy przedstawiane są poglądy Lamberta, przedstawione w postaci jego listów do wuja lub też oderwanych zdań i fragmentów rozważań bez żadnego komentarza. W ten sposób autor ukazuje w praktyce przedstawiane przez młodego Ludwika poglądy o bliskości geniuszu i szaleństwa, stale jednak podkreślając wyjątkowość osobowości Ludwika i jego wybitne zdolności, zniweczone przez środowisko. Pod tym względem Ludwik Lambert wpisuje się w typową dla autora krytykę społeczeństwa francuskiego, niszczącego szczególne jednostki i promującego ślepy materializm bez refleksji nad innymi wartościami.

## Powstawanie utworu i recepcja
Balzak pisał Ludwika Lamberta przy pomocy specjalisty od gramatyki francuskiej, który miał zadbać o językową stronę tekstu. Owoc ich pracy został wydany w 1833 pt. Historia intelektualna L.L. Pisarz nie był jednak zadowolony z efektu końcowego i samodzielnie dodał do powieści listy Ludwika do wuja, jak również rozszerzył objaśnienia jego metafizycznych teorii. Zmienił także tytuł na znany obecnie.
Krytyka współczesna źle przyjęła Ludwika Lamberta, uznając główny wątek utworu za wydumany, a koncepcję filozoficzną prezentowaną w utworze – za sztucznie udziwnioną. Konserwatywni krytycy uznali opis tradycyjnej szkoły i rodziny za nadmiernie zdemonizowany. Z krytyką spotkała się również wszechobecna w dziele próba łączenia realistycznego opisu rzeczywistości z analizą emocji Ludwika i wykładem jego idei. Mimo tego Balzak uważał swoje dzieło (po wszystkich przeróbkach) za udane oraz podkreślał, że jego zrozumienie nie jest łatwe.